# Marc Ysaÿe
Marc Ysaÿe (Elsene, 3 januari 1954) is een Belgisch drummer. Sinds 1974 is hij de drummer van de Belgische rockformatie Machiavel. Hij behaalde met de band verschillende gouden en platina platen. Na het teleurstellende succes van Machiavels album "Break Out" hield de band het voor enkele jaren voor bekeken, en begon Marc Ysaÿe in 1982 een carrière als radiopresentator. Hij stelde programma's samen voor Radio 21 (nu Classic 21) en Radio Une. 
Ysaÿe produceert en presenteert later het programma 'Les classiques de Marc Ysaÿe' op Classic 21. Daarvoor werkt hij onder meer samen met de Vlaamse freelance muziekjournalist Johan Ral voor specials - onder meer een special over Beatles drummer Ringo Starr aan de hand van een interview van Johan Ral met diens producer Mark Hudson. Marc Ysaÿe heeft zelf honderden zangers en muzikanten geïnterviewd, o.m. Paul McCartney, Eric Clapton, Robert Plant en Jimmy Page.
In 1995 nam hij met 'Burning Plaque' een album op. Hij produceerde een paar bekende Belgische artiesten waaronder Pierre Rapsat. In 1996 ging Ysaÿe terug op tournee met Machiavel. Het succes van de tournee resulteerde in de definitieve comeback van de band. Sindsdien verschenen er drie studioalbums van Machiavel: Virtual Sun (1999), Welcome To Paradise (2002) en 2005 (2005). 
In 2003 werd Marc Ysaÿe directeur van de "classic rock" zender Classic 21 van RTBF. Op zondag en maandag presenteert hij 'Classic Rock' (tussen 9u00-12u00). Hij werkt ook mee aan de programma's 'Classic 21 Blues' met Francis Delvaux en 'Making of' (elke weekdag van 15u00-15u30), waar Ysaÿe classic rock albums bespreekt.
Marc Ysaÿe is de achterkleinzoon van de violist Eugène Ysaÿe, die ook dirigent en componist was.